# Eukrates
Eukrates (altgriechisch Εὐκράτης Eukrátēs; * um 480 v. Chr.; † 404 v. Chr.) war ein Bruder (oder Halbbruder) des berühmten athenischen Feldherrn Nikias. Er war selbst Feldherr im Dienst der Stadt im Jahr 405/404 v. Chr.
Eukrates und sein Bruder Diognetos waren wahrscheinlich Söhne aus einer zweiten Ehe des reichen Atheners Nikeratos. Der Historiker Xenophon berichtet, dass der Reichtum der Familie aus dem Ertrag von Silberminen im attischen Laurion stammte. Im Athener Dionysos-Heiligtum wurden bei Ausgrabungen gemeinsame Dreifüße von Nikias, Eukrates und Diognetos gefunden, eine Form der Opfergabe, die sich nur reiche Familien leisten konnten.
Nach Angaben des Redners Andokides war Eukrates eines der Opfer der fälschlichen Angaben des bestochenen Denunzianten Diokleides nach dem sogenannten Hermenfrevel, einer Verstümmelung religiös bedeutsamer Statuen, in Athen im Jahre 415 v. Chr. Offensichtlich konnte er sich jedoch seiner Verhaftung entziehen und später – als Diokleides entlarvt worden war – unbehelligt wieder zurückkehren.
Wie der Redner Lysias erwähnt wurde Eukrates nach der von den Athenern verlorenen Seeschlacht bei Aigos Potamoi im Jahre 405 v. Chr. in einer militärisch äußerst schwierigen Lage zum Feldherrn gewählt.
Lysias berichtet auch, dass Eukrates 404 v. Chr. von den Dreißig Tyrannen aufgefordert wurde, der oligarchischen Regierung beizutreten. In dieser Situation war die Volkspartei bereits unterlegen. Die an ihn ergangene Aufforderung eröffnete Eukrates die Möglichkeit, in die Regierung Athens aufzusteigen. Er lehnte dies jedoch ab, weil er offensichtlich mit der gegenüber dem athenischen Erzfeind Sparta zu unterwürfigen Politik der Dreißig nicht einverstanden war und – wie bei Lysias berichtet wird – „nicht sehen wollte, wie die Mauern geschleift, die Schiffe den Feinden ausgeliefert… und unser Volk geknechtet“ werden sollten. Mit anderen Worten: Eukrates lehnte den von Theramenes, einem der oligarchischen Politiker, mit den Spartanern ausgehandelten Friedensvertrag und dessen Bedingungen ab. Da er vermutlich diese Entscheidung auch öffentlich vertrat und in Verbindung mit einer demokratischen Verschwörung gegen die oligarchische Herrschaft gebracht wurde, mussten die Tyrannen ihn als einen gefährlichen Kritiker und „Friedensfeind“ beseitigen und verurteilten ihn zum Tode durch Trinken des Schierlingbechers. Auch der Neffe des Eukrates, der in Athen allseits beliebte und reiche Nikeratos, wurde ein Opfer der Tyrannenherrschaft.
Es existiert eine Rede des Lysias, die um 395 v. Chr. zur Verteidigung eines (namentlich nicht bekannten) Sohnes des Eukrates verfasst wurde, der vor Gericht gegen die Enteignung seines ererbten Vermögens kämpfte und dabei versuchte, die Richter mit einer von Lysias verfassten Rede zu seinen Gunsten zu beeinflussen.